# Ich habe genug, BWV 82
Ich habe genug, BWV 82 (Ja en tinc prou), és una cantata religiosa de Johann Sebastian Bach per a la festa de la Purificació de Maria, estrenada a Leipzig el 2 de febrer de 1727.

## Origen i context
D'autor anònim, el text fa referència a l'evangeli del dia (Lluc 2, 22-32) que narra la visita de Maria i Josep al temple, per tal de purificar Maria i fer-ne la presentació del seu Fill (aquesta festa es coneix, també, com la Presentació de Jesús), on es troben amb Simeó, a qui l'Esperit Sant li havia revelat que no es moriria sense haver vist el Messies. És una cantata especialment interessant, ja que a pesar dels pocs mitjans emprats, només un solista, sense cor i sense cap referència a un coral, és tota ella d'una gran expressivitat. Fou objecte de diverses modificacions, l'any 1731 Bach subsistí el baix pel soprano i canvià la tonalitat a Mi menor en lloc del Do menor original; cap a l'any 1735, la interpretà el contralt i la flauta travessera substituí l'oboè; finalment, entre 1745 i 1748 es cantà, de nou, amb el baix com a solista.
Per a aquesta festivitat de la Candelera es conserven la BWV 83, la BWV 125 i la BWV 200, si bé les BWV 157, BWV 158 i la BWV 161, s'interpretaren, ocasionalment, aquest dia.

## Anàlisi
Obra escrita per a baix, oboe da caccia, corda i baix continu.
Consta de cinc números.
1. Ària: Ich habe genug ((Ja en tinc prou)
2. Recitatiu: Ich habe genug (Ja en tinc prou)
3. Ària: Schlummert ein, ihr matten Augen (Dormiu ja, ulls fatigats)
4. Recitatiu: Mein Gott! wann kömmt das schöne: Nun! (Déu meu! Quan vindrà allò sublim: "Ara!")
5. Ària: Ich freue mich auf meinen Tod (M’alegro de la meva mort)

La primera ària comença amb una introducció orquestral en què l'oboè fa de solista, el tema s'assembla molt a l'ària Erbarme dich mein Gott de la Passió segons Sant Mateu (BWV 244). El segon i tercer números, recitatiu i ària, foren inclosos posteriorment al segon quadern d'Anna Magdalena, l'ària, de llargada considerable, és una peça de gran serenor, més adequada per a baix que no pas per a soprano o contralt. En el recitatiu següent, destaca el punt molt baix de la tessitura a què s'arriba en el mot erde (terra), i l'airoso final en què el fidel s'acomiada del món amb un senzill Gutte Nacht (Bona nit). A l'ària final, es reclama la mort Ich freue mich auf meinen Tod (m’alegro de la meva mort), amb la confiança d'obtenir el consol, i l'obra pren un aire de dansa. Té una durada aproximada d'uns vint minuts llargs.

## Discografia seleccionada
- J.S. Bach: Das Kantatenwerk. Sacred Cantatas Vol. 5. Nikolaus Harnoncourt, Concentus Musicus Wien, Philippe Huttenlocher. (Teldec), 1994.
- J.S. Bach: The complete live recordings from the Bach Cantata Pilgrimage. CD 8: Priory Church, Christchurch, Dorset; 2 de febrer de 2000. John Eliot Gardiner, English Baroque Soloists, Peter Harvey. (Soli Deo Gloria), 2013.
- J.S. Bach: Complete Cantatas Vol. 16. Ton Koopman, Amsterdam Baroque Orchestra & Choir, Klaus Mertens. (Challenge Classics), 2004.
- J.S. Bach: Cantatas Vols. 38 i 41. Masaaki Suzuki, Bach Collegium Japan, Peter Kooy. (BIS), 2008.
- J.S. Bach: Church Cantatas Vol. 26. Helmuth Rilling, Bach-Collegium Stuttgart, Siegmund Nimsgern. (Hänssler), 1999.
- J.S. Bach: Cantatas for the Liturgical Year, vol. 3. Sigiswald Kuijken, La Petite Bande, Klaus Martens. (Accent), 2006.
- J.S. Bach: Bass Cantatas. Philippe Herreweghe, Chapele Royal Orchestra, Peter Kooy. (Harmonia Mundi), 1991.
- J.S. Bach: Cantatas BWV 82 & 56. Frans Brüggen, Barock-Ensemble, Max van Egmond. (Sony), 1997.
- J.S. Bach: Cantatas BWV 106, 131, 99, 56, 82 & 158. Joshua Rifkin, Bach Ensemble, Jan Opalach. (L'Oiseau-Lyre), 1989.
- German Baroque Cantatas, vol. 1. Gli Angeli, Gli Angeli Geneve Ensemble, Stephan MacLeod. (Vivarte), 2008.
- J.S. Bach: Cantatas BWV 56 & 82. Karl Ristenpart, Kammerorchester Karl Ristenpart, Dietrich Fischer-Dieskau. (Archiv Produktion), 2010.
- J.S. Bach: Cantatas BWV 170, 82 & 159. Neville Marriner, Academy of St Martin in the Fields, Janet Baker. (Decca), 2006.
- J.S. Bach: Kantate BWV 52 & Brahms: Op.121. Anthony Bernard, Philharmonia Orchestra, Hans Hotter, (Emi),1989 .